# Фашизм в Аргентине
Фашизм в Аргентине — течения идеологии фашизма на территории Аргентины.

## Фашистские партии Аргентины

### Национальная фашистская партия
Национальная фашистская партия — первая фашистская партия в Аргентине, основанная в 1923 году. Почвой возникновения данной партии, как и для подобных партий в Европе, послужили ослабевание роли общества в управлении страной и экономические кризисы.

### Аргентинская фашистская партия
С 1932 по 1936 в стране действовала Аргентинская фашистская партия, которая была основана аргентинцами итальянского происхождения, сменив Национальную фашистскую партию. Её члены активно сотрудничали с итальянской национальной фашистской партией Бенито Муссолини.

### Национальный фашистский союз
В 1936 в Аргентине была основана партия Национальный фашистский союз (НФС), которая пришла на смену Аргентинской фашистской партии. Лидеры новой партии, в отличие от своих предшественников, которые придерживались идей итальянского фашизма, делали курс на фалангизм и клерикальный фашизм, с подчёркнутым антикоммунизмом. Однако она не получила широкой поддержкой населения, в результате чего в 1939 году было объявлено о роспуске НФС.

## Перонизм
Перонизм — идеология, основанная на политике аргентинского диктатора Хуана Перона, которая иногда рассматривается как разновидность околофашизма, ввиду некоторых сходств с доктриной итальянского фашизма. Перонизм основывается на коллективизме и национал-реформизме. Данные черты присущи и итальянскому фашизму, что говорит в пользу близости двух идеологий. В 1930-е годы Хуан Перон подвергся влиянию итальянского фашизма, даже несколько раз встречался с Бенито Муссолини.

## Немецкие нацисты в Аргентине
В 1943 году, после военного переворота, Аргентина оказалась под властью диктатора Хуана Перона. Перон сочувствовал немецким нацистам и после Второй мировой войны в Аргентину разными путями прибыли множество бывших деятелей нацистской Германии. Самой значительной фигурой был живший под чужим именем в Буэнос-Айресе Адольф Эйхман. В мае 1960 года агенты израильской разведки «Моссад» нашли Эйхмана, похитили его и тайно вывезли в Израиль. После этого живший там же врач Освенцима Йозеф Менгеле бежал в Парагвай, а затем в Бразилию.